# Astana Team 2007
Questa voce raccoglie le informazioni riguardanti l'Astana Team nelle competizioni ufficiali della stagione 2007.

## Stagione
La squadra kazaka partecipò, nella stagione ciclistica 2007, alle gare del circuito UCI ProTour. Chiuse dodicesima nella classifica a squadre ProTour, conquistando con i suoi atleti nove vittorie nel circuito Pro e dieci in quello Continental.

## Organico

### Staff tecnico
GM=General manager, DS=Direttore sportivo.
|  | Naz.                  | Ruolo | Sportivo         |  |  |  |
|  | --------------------- | ----- | ---------------- |  |  |  |
|  | Belgio (bandiera)     | GM    | Marc Biver       |  |  |  |
|  | Germania (bandiera)   | DS    | Mario Kummer     |  |  |  |
|  | Belgio (bandiera)     | DS    | Walter Godefroot |  |  |  |
|  | Italia (bandiera)     | DS    | Adriano Baffi    |  |  |  |
|  | Italia (bandiera)     | DS    | Giovanni Fidanza |  |  |  |
|  | Kazakistan (bandiera) | DS    | Aleksandr Šefer  |  |  |  |

### Rosa
|  | Naz.                   |  | Sportivo             | Anno |  |  |
|  | ---------------------- |  | -------------------- | ---- |  |  |
|  | Belgio (bandiera)      |  | Igor Abakoumov       | 1981 |  |  |
|  | Kazakistan (bandiera)  |  | Asan Bazaev          | 1981 |  |  |
|  | Spagna (bandiera)      |  | Antonio Colom        | 1978 |  |  |
|  | Paesi Bassi (bandiera) |  | Koen de Kort         | 1982 |  |  |
|  | Svizzera (bandiera)    |  | Thomas Frei          | 1985 |  |  |
|  | Kazakistan (bandiera)  |  | Maksim Gurov         | 1979 |  |  |
|  | Austria (bandiera)     |  | René Haselbacher     | 1977 |  |  |
|  | Kazakistan (bandiera)  |  | Maksim Iglinskij     | 1981 |  |  |
|  | Russia (bandiera)      |  | Sergej Ivanov        | 1983 |  |  |
|  | Kazakistan (bandiera)  |  | Sergej Jakovlev      | 1976 |  |  |
|  | Lussemburgo (bandiera) |  | Benoît Joachim       | 1976 |  |  |
|  | Kazakistan (bandiera)  |  | Andrej Kašečkin      | 1980 |  |  |
|  | Australia (bandiera)   |  | Aaron Kemps          | 1983 |  |  |
|  | Germania (bandiera)    |  | Matthias Kessler     | 1979 |  |  |
|  | Germania (bandiera)    |  | Andreas Klöden       | 1975 |  |  |
|  | Kazakistan (bandiera)  |  | Aleksej Kolesov      | 1984 |  |  |
|  | Francia (bandiera)     |  | Julien Mazet         | 1981 |  |  |
|  | Italia (bandiera)      |  | Eddy Mazzoleni       | 1973 |  |  |
|  | Kazakistan (bandiera)  |  | Gennadij Michajlov   | 1974 |  |  |
|  | Kazakistan (bandiera)  |  | Andrej Mizurov       | 1973 |  |  |
|  | Svizzera (bandiera)    |  | Steve Morabito       | 1983 |  |  |
|  | Kazakistan (bandiera)  |  | Dmitrij Murav'ëv     | 1979 |  |  |
|  | Spagna (bandiera)      |  | Daniel Navarro       | 1983 |  |  |
|  | Svizzera (bandiera)    |  | Grégory Rast         | 1980 |  |  |
|  | Spagna (bandiera)      |  | José Antonio Redondo | 1985 |  |  |
|  | Italia (bandiera)      |  | Paolo Savoldelli     | 1973 |  |  |
|  | Svizzera (bandiera)    |  | Michael Schär        | 1986 |  |  |
|  | Kazakistan (bandiera)  |  | Evgenij Sladkov      | 1983 |  |  |
|  | Kazakistan (bandiera)  |  | Aleksandr Vinokurov  | 1973 |  |  |

Nota: Vinokurov e Kessler vennero licenziati in seguito a positività al controllo antidoping, Kašečkin venne sospeso in attesa di controanalisi, mentre a Mazzoleni venne rescisso il contratto.

## Ciclomercato
| Igor Abakoumov    | Jartazi-Promo Fashion |
| Antonio Colom     | Caisse d'Epargne      |
| Thomas Frei       | neo pro               |
| Maksim Gurov      | neo pro               |
| René Haselbacher  | Gerolsteiner          |
| Maksim Iglinskij  | Milram                |
| Sergej Ivanov     | T-Mobile              |
| Benoît Joachim    | Discovery Channel     |
| Matthias Kessler  | T-Mobile              |
| Andreas Klöden    | T-Mobile              |
| Aleksej Kolesov   | neo pro               |
| Julien Mazet      | Auber 93              |
| Eddy Mazzoleni    | T-Mobile              |
| Gennadj Michajlov | Discovery Channel     |
| Steve Morabito    | Phonak                |
| Andrej Mizurov    | Capec Cycling Team    |
| Dmitrij Murav'ëv  | neo pro               |
| Grégory Rast      | Phonak                |
| Paolo Savoldelli  | Discovery Channel     |
| Michael Schär     | neo pro               |
| Evgenij Sladkov   | Jartazi-Promo Fashion |

| Andrej Kašečkin     | sospeso     |
| Matthias Kessler    | licenziato  |
| Eddy Mazzoleni      | rescissione |
| Aleksandr Vinokurov | licenziato  |

## Palmarès

### Corse a tappe
- Critérium du Dauphiné Libéré

3ª tappa (Aleksandr Vinokurov)
5ª tappa (Antonio Colom)
6ª tappa (Maksim Iglinskij)
7ª tappa (Aleksandr Vinokurov)
- Herald Sun Tour

Cronoprologo (Aaron Kemps)
3ª tappa (Aaron Kemps)
4ª tappa (Steve Morabito)
6ª tappa (Steve Morabito)
7ª tappa (Aaron Kemps)
- Circuit de la Sarthe

2ª tappa, 2ª semitappa (Andreas Klöden)
Classifica generale (Andreas Klöden)
- Tirreno-Adriatico

Classifica generale (Andreas Klöden)
- Tour de Luxembourg

4ª tappa (Grégory Rast)
Classifica generale (Grégory Rast)
- Giro d'Italia

20ª tappa (Paolo Savoldelli)
- Tour de Romandie

Cronoprologo (Paolo Savoldelli)
- Tour de France

13ª tappa (Aleksandr Vinokurov)
15ª tappa (Aleksandr Vinokurov)

### Corse in linea
- Challenge de Mallorca (Antonio Colom)

### Campionati nazionali
- Campionati kazaki

In linea (Maksim Iglinskij)
- Campionati lussemburghesi

In linea (Benoît Joachim)

## Classifiche ProTour
Individuale
Piazzamenti dei corridori dell'Astana Team nella classifica ProTour individuale 2007.
| Pos. | Ciclista         | Punti |
| ---- | ---------------- | ----- |
| 32   | Andreas Klöden   | 67    |
| 33   | Paolo Savoldelli | 66    |
| 111  | Dmitrij Murav'ëv | 10    |
| 182  | Antonio Colom    | 3     |
| 187  | Maksim Iglinskij | 3     |
| 204  | Aaron Kemps      | 2     |
| 220  | Asan Bazaev      | 2     |

Squadra
L'Astana Team chiuse in dodicesima posizione con 218 punti.